# Národní archeologické muzeum v Paestu
Museo Archeologico nazionale di Paestum (doslova "Národní archeologické muzeum v Paestu") je specializované historické muzeum v jihoitalském městě Capaccio v regionu Kampánie, shromažďující nálezy historické a umělecké povahy pocházející z archeologické lokality Paestum a jejího okolí.
Kolekce vystavených exponátů, z nichž mnohé představují umělecko-historické artefakty nesmírné ceny, dokumentuje vývoj a proměny původní řecké kolonie Poseidonia, založené na konci 7. a začátkem 6. století př. n. l., až po vznik římské kolonie v roce 273 př. n. l. Ilustrují sociální a společenské proměny města, jeho veřejný a náboženský život, umění a řemesla.

## Muzeum a jeho exponáty
Vznik a vývoj muzea, založeného v roce 1952, souvisel s množícími se archeologickými nálezy během prací při odkrývání Paesta a jeho blízkého okolí. Zpočátku to byla jedna místnost v budově postavené podle projektu architekta M. de Vitu, ale při nárůstu sbírkového fondu již nestačila. V roce 1962 byla stavba rozšířena o nové prostory podle návrhu E. de Feliceho. K poslednímu rozšíření muzea došlo v roce 1999.
Z původní řecké kolonie Poseidon jsou zde uloženy např. sošky, votivní a ozdobné terakotové předměty, importy řecké keramiky (mezi nimiž se mj. našla antická amfora s černými postavami zobrazujícími Héraklovu Apoteózu z let 500 - 510 př. n. l.), bronzové vázy pocházející z někdejší podzemní svatyně na Agoře i několik vápencových malovaných náhrobků z hrobek nekropole z 5. - 4. stol. př. n. l., které jsou vzácným svědectvím řecké nástěnné malby.

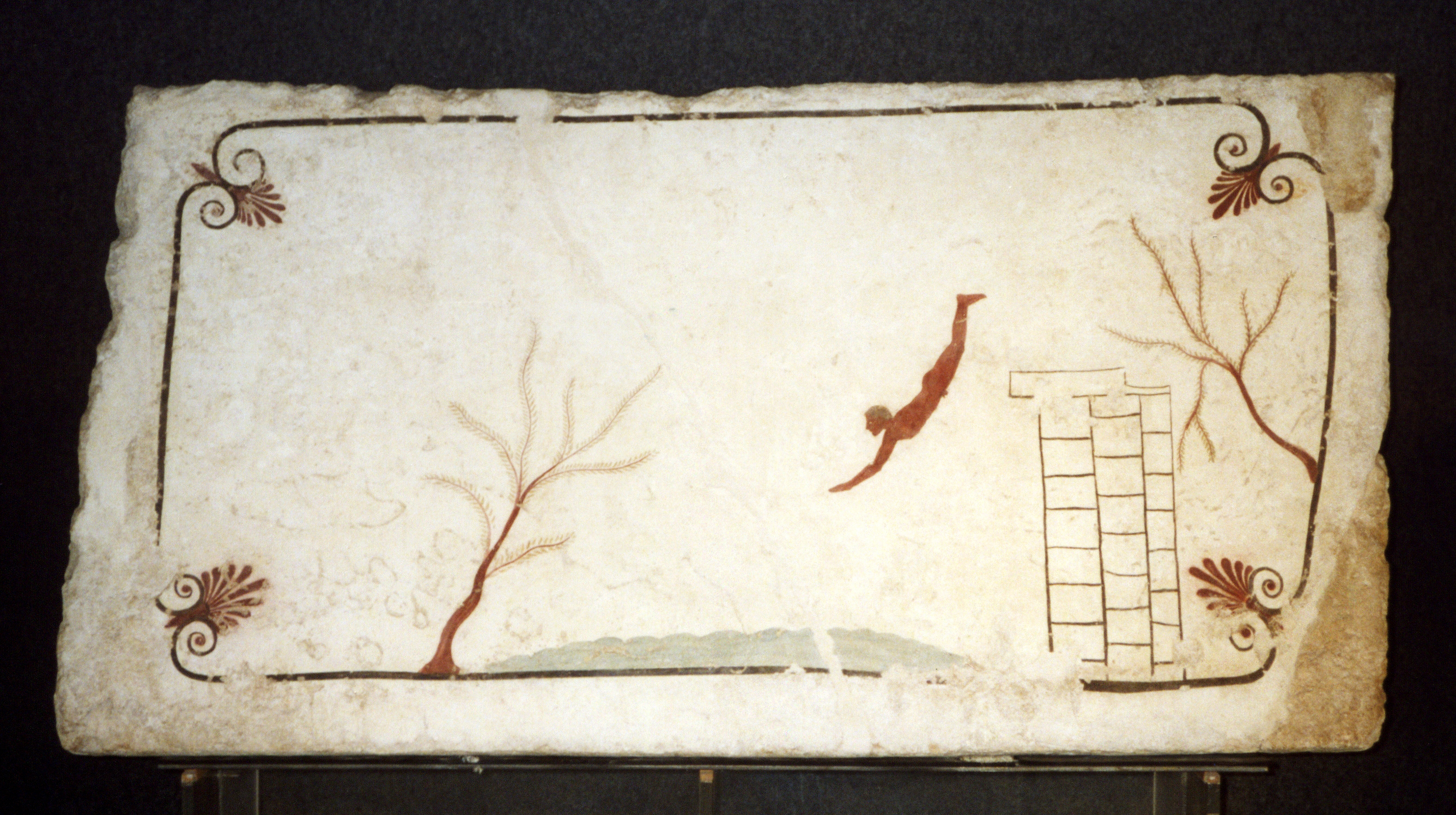
Výjev se skokanem do vody na stropní desce v tzv. Hrobce potápěče.

Důležitou část muzea představuje soubor architektonických a sochařských artefaktů z vykopávek v posvátném okrsku Heraion.

### Hrobka potápěče
Nejcennějším exponátem muzea je komplex malovaných náhrobních desek v tzv. Hrobce potápěče (či skokana) („Tomba del tuffatore“, 480–470 př. n. l.). Je vzácným příkladem malovaného umění z období tzv. Magna Grecia. Jde o hrobku v podobě kamenné rakve, tvořené čtyřmi postranními vápencovými deskami a jednou vrchní, pocházející z let 480 - 470 př. n. l. Byl v ní uložen vysoce postavený muž s lyrou, antickou vázou a dvěma alabastrovými nádobami. Malby jsou naneseny na omítce a zobrazují hostinu s mužskými, do pasu obnaženými postavami ležícími na lehátkách. Muži pijí z číší víno, které jim dolévají sluhové. Někteří hrají hru zv. Kotabbos, která spočívala v zasažení tácků zbytky vína ve sklenicích. Malby se zřetelným etruským vlivem se interpretují jako alegorie pohřební hostiny, která prostřednictvím vína spojuje přátele, projevující svou radost ze života, která je již zesnulému odepřena.

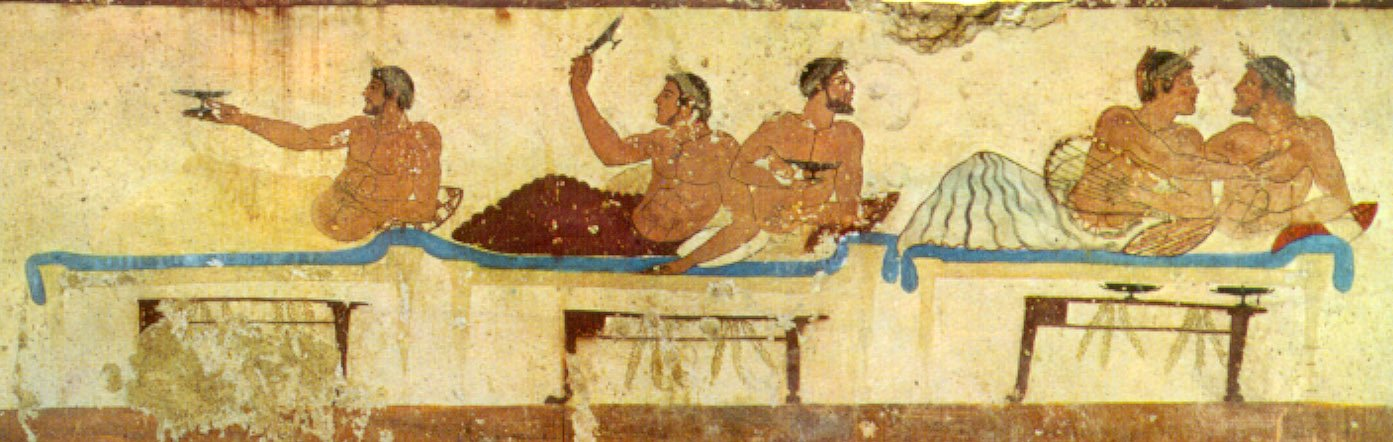
Jedna z fresek v tzv. Hrobce potápěče.

Nejslavnější výjev se nachází na stropní desce - zobrazuje potápěče skákajícího z můstku do vody, což je zřejmě narážka na přechod z pozemského života do záhrobí.
Malby se vyznačují neobyčejnou vytříbenosti, reálností výjevů a výrazů postav i výjimečnou harmonií kompozice.